# Nguyễn Thị Hương Thảo
Nguyễn Thị Hương Thảo (sinh ngày 23 tháng 1 năm 1984) là một nữ bác sĩ, chính trị gia người Việt Nam. Bà từng là đại biểu Quốc hội Việt Nam khóa 13 nhiệm kì 2011-2016, thuộc đoàn đại biểu tỉnh Hải Dương, Ủy viên Ủy ban Đối ngoại của Quốc hội khóa 13.

## Xuất thân và giáo dục
Nguyễn Thị Hương Thảo sinh ngày 23 tháng 1 năm 1984, người dân tộc Kinh, không theo tôn giáo nào. Bà có quê quán ở thị trấn Gia Lộc, huyện Gia Lộc, tỉnh Hải Dương. Bà có trình độ chính trị là Sơ cấp lý luận chính trị. Bà có trình độ chuyên môn là Bác sĩ đa khoa.

## Sự nghiệp
Từ 2011 đến 2016, bà là đại biểu Quốc hội Việt Nam khóa 13 nhiệm kì 2011-2016, thuộc đoàn đại biểu tỉnh Hải Dương, Bác sĩ Bệnh viện đa khoa tỉnh Hải Dương, Ủy viên Ủy ban Đối ngoại của Quốc hội khóa 13.

### Đại biểu Quốc hội Việt Nam khóa 13
Chiều 12/6/2015, tại phiên chất vấn Bộ trưởng Bộ Giáo dục và Đào tạo Phạm Vũ Luận, bà đặt câu hỏi về các giải pháp huy động các nhà nghiên cứu khoa học, nhà nghiên cứu xã hội học tham gia biên soạn sách giáo khoa để đảm bảo chương trình mới phù hợp với những đặc điểm văn hóa, xã hội Việt Nam và yêu cầu hội nhập quốc tế, và Giải pháp nâng cao hiệu quả học ngoại ngữ tại các cấp học.